# 斯佩扎诺皮科洛
斯佩扎诺皮科洛（義大利語：Spezzano Piccolo），是意大利卡拉布里亚大区科森扎省卡萨利-德尔曼科市镇内的城镇。总面积48平方公里，人口2170人，人口密度45.2人/平方公里（2009年）。
2017年，斯佩扎诺皮科洛失去独立的市镇地位，与其他四个市镇合并为新的卡萨利-德尔曼科市镇。它是五个市镇中公投结果唯一不同意合并的市镇。